# Berylmys manipulus
Berylmys manipulus је врста глодара из породице мишева (Muridae).

## Распрострањење
Врста је присутна у источној Индији, Бурми и јужној Кини.

## Станиште
Станишта врсте су шуме, бамбусове шуме, травна вегетација и речни екосистеми. 

## Угроженост
Подаци о распрострањености ове врсте су недовољни.